# Freddie Mercury, the Untold Story
Freddie Mercury, the Untold Story è un documentario del 2000 sulla vita di Freddie Mercury. Il filmato è disponibile all'interno del Box Set celebrativo dell'artista pubblicato nello stesso anno ed intitolato Freddie Mercury Solo Collection.

## Contenuti
Nel documentario la vita di Freddie è raccontata dai suoi familiari e dai suoi amici più intimi. 
Il documentario si apre descrivendo la vita, le abitudini e le passioni di Farrokh, a Zanzibar. Successivamente si arriva a Bombay dove Farrokh, dopo 8 settimane in mare, riesce finalmente ad arrivare. Va a studiare in un collegio e fonda gli Hectics. Questa parte viene raccontata dalla madre, dalla sorella, dalla zia e da qualche compagno di scuola. Il documentario, passa poi a Londra, dove vengono mostrati dei disegni che Freddie fece all'accademia d'arte. Successivamente, Montserrat Caballé racconta l'incontro con Freddie, e descrive come è partita l'idea della realizzazione dell'album Barcelona. Si conclude con gli ultimi giorni di vita di Freddie, con i suoi amici più cari che raccontano le ultime ore di Freddie nella sua residenza di Londra.
Questo documentario non parla semplicemente del frontman macho che sembrava essere Freddie, ma tratta più della vita privata, raccontata appunto da chi l'ha conosciuto da vicino.

### Location
Le location sono tantissime: si parte da Zanzibar, Bombay, fino ad arrivare in Svizzera.La casa che viene mostrata nel documentario è la reale casa di Freddie. Su molti libri compare una foto sbagliata, dovuta all'errore che fece un fotografo, poi ripetuto da altri.